# Ultranova
Ultranova  è un film del 2005, prima direzione di Bouli Lanners.

## Trama
Dimitri è un venditore di case annoiato nella città di Liegi, dove collabora con due colleghi anticonformisti.